# 도라에몽 백과
《도라에몽 백과》(일본어: ドラえもん百科)는 후지코 F. 후지오의 만화 《도라에몽》을 소재로 한 카타쿠라 요지의 SF, 코미디 만화이다. 《도라에몽》 설정의 해설이 주를 이룬다. 
잡지 《코로코로 코믹》 1977년 5월 15일호(창간호)부터 1981년 4월호까지 연재되었다. 단행본으로는 텐토무시 코믹스에서 모두 2권이 출판되었으며, 누계 발행 부수는 102만부이다. 약칭으로 "도라백과"로 불린다.

## 개요
이 작품은 당시까지 학년 잡지 등에서 산발적으로 설명되고 있었던 《도라에몽》에 관한 여러 설정들을 종합했으며, 거기에 카타쿠라의 오리지널 설정을 첨가해 집필한 것이다. 《도라에몽》의 두 번째 애니메이션에서는 《도라에몽 백과》의 설정에 맞게 작품이 진행되었기 때문에, 이 작품이 끼친 영향은 크다고 할 수 있다. 하지만 백과에 실린 모든 설정이 모두 공식 설정으로 인정받는 것은 아니며, 백과에 수록된 설정 중에선 원작자가 공식적인 설정으로 통합한 것도 더러 있으나, 반대로 부정되거나, 당시에는 공식 설정처럼 여겨졌으나 시간이 지남에 따라 부정되는 설정도 있다.
연재 당시의 최종회는 '도라에몽 몬스터왕자 몽짱 백과'로 게재되었으며, 당시 공개된 영화《도라에몽 노비타의 우주개척사》의 시기이다.
수록 에피소드
- 도라에몽 도감
- 도라에몽 비밀백과
- 도라에몽 텔레비전화 기념
- 도라에몽 디스크 자키
- 도라에몽 만약의 세계
- 도라에몽 더 베스트 원
- 성적표 대 공개!
- 기네스 북에 도전
- 도라미짱 비밀백과
- 도라에몽 그림 일기
- 도라에몽 신문
- 도라에몽 미래 도시로 돌아가다
- 로봇 정기 건강 진단
- 주니어 숍 벤 리어
- 사차원 주머니의 큰 비밀
- 로봇 넘버원
- 잘자요 퀴즈(1)
- 영화「노비타의 공룡」대공개
- 공룡 대 집합
- 잘자요 퀴즈(2)
- 동물형 미래 로봇
- 도라의 여름 방학 계획표
- 한마디! 운세 대백과
- 잘자요 퀴즈(3)
- 도라미짱 비밀 북
- 도라미짱의 일주일
- 도라미짱 질문 상자
- 도라미짱 비밀 앨범
- 도라미짱 출연 만화 목록
- 만약 도라미짱이 동생이라면?
- 미녀 대결! 도라미짱 vs 시즈카짱
- 잘자요 퀴드(4)
- 도라도라미 남매백과
- 대 부록 도라미짱 그림 그리기 노래
- 도라에몽 학력 테스트
- 잘자요 퀴즈의 정답

만화 미수룩
- 도라의 해피버스데이
- 타임머신 철저한 강좌
- 드라마 영화 제2탄은 무엇?
- 도라에몽 영화 정보 PART 1
- 도라에몽 영화 정보 PART 2
- 영화「도라」어린이 전화 상담
- 촬영 비화!
- 도라에몽에서 몬스터왕자 몽짱에

## 같이 보기
- 도라에몽 (등장인물)
- 최신 도라에몽 비밀백과
- 도라에몽 파생 작품
- 2차적저작물